# Dora Boneva
Dora Boneva (Gabrovo, 1936. április 11. – Szófia, 2021. április 22.) bolgár festő.

## Élete
Boneva a szófiai Képzőművészeti Akadémián szerzett mesterdiplomát. Festészetet tanult Dechko Uzunov akadémikus irányítása alatt. Számos országos művészeti kiállításon és számos bolgár művészeti bemutatón vett részt külföldi országokban.
Díjakat kapott a Bolgár Képzőművészek Szövetségétől, a szófiai kormánytól, a párizsi Institut Culturel de Solenzara-tól, ezüstérmet a Francia Képzőművészeti Akadémiától. 1981 óta az Európai Tudományos, Művészeti és Irodalmi Akadémia levelező tagja. 1989-ben, 1990-ben és 1993-ban Boneva részt vett a párizsi Őszi Szalon kiállításain. 1994 és 1995 között a New London-i Griffis Art Center választotta rezidens művésznek.
Bonevának három festménye van a cambridge-i Newnham College gyűjteményében.

## Fordítás
- Ez a szócikk részben vagy egészben  a   Dora Boneva című angol Wikipédia-szócikk ezen változatának fordításán alapul.  Az eredeti cikk szerkesztőit annak laptörténete sorolja fel. Ez a jelzés csupán a megfogalmazás eredetét és a szerzői jogokat jelzi, nem szolgál a cikkben szereplő információk forrásmegjelöléseként.